# Nhà hát Ateneum ở Katowice

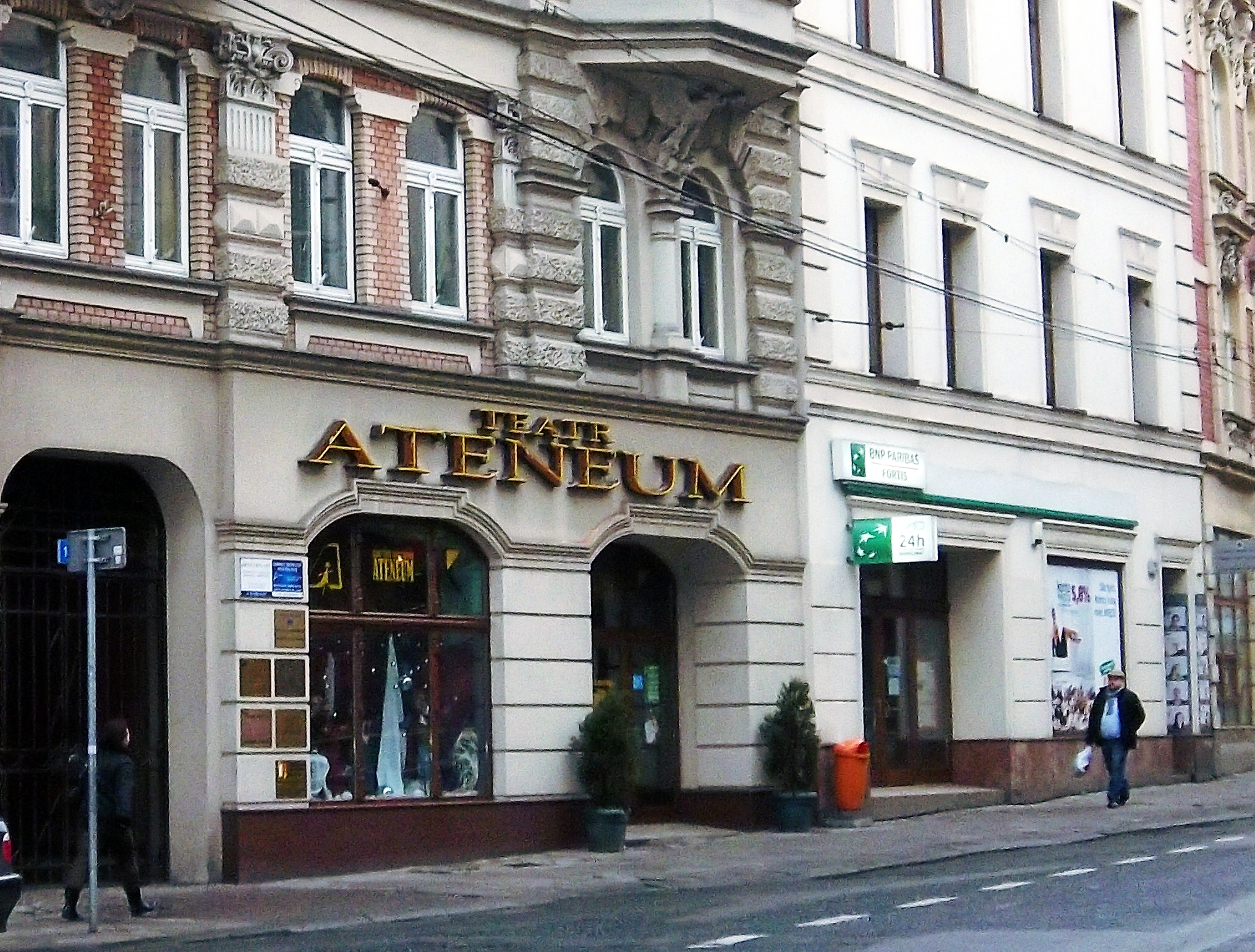
Nhà hát Ateneum ở Katowice (2011)

Nhà hát Múa rối và Diễn viên Silesian Ateneum (tiếng Ba Lan: Śląski Teatr Lalki i Aktora Ateneum) là một trong những sân khấu múa rối lâu đời nhất ở Ba Lan, tọa lạc ở Katowice và được nghệ sĩ Juliusz Glatty thành lập vào năm 1945. Hiện nay, Nhà hát không chỉ nổi tiếng với các tiết mục múa rối đặc sắc mà còn nổi tiếng với nhiều chương trình nghệ thuật khác nhau dành cho mọi đối tượng khán giả.
Nhà hát đã mang các vở diễn đến khắp nơi ở Ba Lan cũng như ở nước ngoài, chẳng hạn như Áo, Cộng hòa Séc, Pháp, Hà Lan, Đức, Mỹ, Slovakia, Hungary và Anh để nhiều khán giả hơn có cơ hội tiếp cận và thưởng thức. Nhà hát cũng tham gia nhiều liên hoan sân khấu trong nước và quốc tế, thường xuyên được trao tặng nhiều giải thưởng danh giá cho các tiết mục đặc sắc.
Năm 2016, Nhà hát Ateneum ở Katowice được Bộ trưởng Bộ Văn hóa và Di sản Quốc gia (Ba Lan) trao tặng Huy chương đồng Huy chương Công trạng về văn hóa - Gloria Artis.

## Tiết mục
- Đối tượng: thu hút mọi lứa tuổi, đặc biệt là khán giả nhỏ tuổi, thanh thiếu niên, người lớn, gia đình ở Katowice cho đến những khán giả là du khách nước ngoài yêu nghệ thuật.
- Các tiết mục của Nhà hát Ateneum ở Katowice vô cùng phong phú, hấp dẫn mà cũng gần gũi: dựa trên các tác phẩm văn học kinh điển của Ba Lan và thế giới, kết hợp hoàn hảo giữa nghệ thuật cổ điển và đương đại trong các tiết mục trình diễn.[3]

## Sự kiện
Từ năm 2007, Phòng trưng bày tại Nhà hát Ateneum ở Katowice đi vào hoạt động. Đây là nơi thường xuyên tổ chức các cuộc triển lãm tác phẩm nghệ thuật, chủ yếu liên quan đến Học viện Mỹ thuật ở Katowice.
Từ năm 2002, Nhà hát Ateneum ở Katowice là đơn vị tổ chức Liên hoan Múa rối Quốc tế "Katowice - Children".

## Tác phẩm tiêu biểu
Dưới đây liệt kê một phần các vở diễn nổi tiếng của Nhà hát Múa rối và Diễn viên Silesian Ateneum:
| Năm  | Tựa đề               | Tác phẩm gốc - Tác giả                        | Đạo diễn                             |
| ---- | -------------------- | --------------------------------------------- | ------------------------------------ |
| 1994 | Pinokio              | Pinocchio - Carlo Collodi                     | Petr Nosálek                         |
| 1996 | Dary czterech wróżek | Dary czterech wróżek - Ewa Szelburg-Zarembina | Zbigniew Poprawski                   |
| 2001 | Piotruś Pan          | Peter Pan - James Matthew Barrie              | Zdzisław Rej                         |
| 2001 | Tymoteusz i Psiuńcio | Tymoteusz i Psiuńcio - Jan Wilkowski          | Zdzisław Rej                         |
| 2002 | Kopciuszek           | Cô bé Lọ Lem                                  | Bogdan Nauka                         |
| 2006 | Dziadek do orzechów  | Kẹp hạt dẻ - Ernst Theodor Amadeus Hoffmann   | Krystyna Jakóbczyk, Henryk Konwiński |